# Spilosoma flaveola
Spilosoma flaveola là một loài bướm đêm thuộc phân họ Arctiinae, họ Erebidae.